# He Lianping
He Lianping (chinesisch 何连平, * um 1958) ist ein chinesischer Badmintonspieler. 

## Karriere
He Lianping gehörte mehr als sechs Jahre dem chinesischen Nationalteam an. Erste Erfolge errang er 1979, als er bei den chinesischen Nationalspielen die Herrendoppelkonkurrenz gemeinsam mit Lin Shinchuan gewann. 1980 war er im Länderkampf gegen Thailand in beiden Doppeln erfolgreich. 1985 nahm er an zwei Länderspielen gegen England und Schottland teil. Bei der 3:4-Niederlage gegen England verlor er im Doppel gegen Dipak Tailor und Darren Hall mit 15:6, 14:17 und 9:15. Im Spiel gegen Schottland, was 7:3 gewonnen wurde, unterlag er in beiden Einsätzen.